# Ökonomische Aspekte der strategischen Bombardierung Deutschlands im Zweiten Weltkrieg
Die strategische Bombardierung des Deutschen Reichs während des Zweiten Weltkrieges 1939–45 stellt eine in den letzten Jahrzehnten kontrovers diskutierte militärische Maßnahme des Vereinigten Königreiches und der USA dar. Der militärische Angriff auf zahlreiche deutsche Standorte durch die Royal Air Force und die United States Army Air Forces aus der Luft mittels flächendeckender Bombardierungen hatte sowohl eine militärische als auch eine politische und ökonomische Perspektive.

## Militärische, politische und ökonomische Perspektive
Das militärische Ziel der Luftangriffe lag vor allem in einer möglichst schnellen Zerstörung deutscher Verteidigungsanlagen wie auch der Schwerindustrie und Waffenproduktion. So sollte eine zeit- und kostenintensive Invasion der Alliierten mit einer vermutlich hohen Zahl an Kriegsopfern vermieden werden. Vor allem nach der massiven Bombardierung des Vereinigten Königreichs durch Flieger der Luftwaffe der Wehrmacht reagierte Premierminister Churchill aus politischer Perspektive mit einem Vergeltungsschlag in Form der Gegenbombardierung durch die Royal Air Force. Churchill war der Ansicht nur durch dauerhafte Luftangriffe Nazi-Deutschland besiegen zu können und den Krieg aus dem eigenen Land zu tragen.
Aus ökonomischer Perspektive war zudem die Reduzierung der Möglichkeiten der Kriegsführung des Deutschen Reichs durch die Bombardierung vorrangig. Die deutsche Wirtschaft sollte durch die Zerstörung nachhaltig geschädigt werden. Der Angriff wirtschaftlich bedeutender Standorte wie Waffenfabriken und andere Kernindustrien (bspw. die Luftangriffe auf das Ruhrgebiet) hatte eine Destabilisierung der deutschen Inlandsproduktion zum Ziel. Produktionsmittel wie physisches Kapital (Fabriken, Gebäude u. ä.) aber auch Humankapital (Arbeiter) und die innerdeutsche Infrastruktur (Straßen, Brücken, Schienen etc.) waren Primärziele.
Kritiker der britischen Luftangriffe auf das Deutsche Reich argumentieren bis heute, dass die strategische Bombardierung durch die hohe Anzahl an zivilen Opfern in der Bevölkerung moralisch nicht zu rechtfertigen sei. Darüber hinaus seien die Militärschläge aus ökonomischer Perspektive eine „massive Verschwendung von Ressourcen“ gewesen. Tatsächlich bewertete selbst die US-amerikanische Luftwaffe die eigenen Angriffe auf die deutsche Wirtschaft im Jahr 1945 als ‚kostspielige Fehlschläge‘. Befürworter der Luftangriffe wiederum argumentieren, dass mit der Schädigung der deutschen Kriegsindustrie der Ausgang des Krieges entscheidend beeinflusst wurde.

## Kosten-Nutzen-Analyse der Luftangriffe
Die Luftangriffe auf Industrieanlagen brachten keinen großen strategischen Vorteil für die Alliierten. Zwar kam es zu beeindruckenden Schäden an Gebäuden, diese konnten jedoch leicht repariert werden. Die Maschinen waren jedoch gegen Bombeneinwirkungen so gut geschützt, dass nur ein direkter Treffer sie beschädigen konnte. Rohstoffe und Komponenten wurden überwiegend außerhalb des Fabrikgeländes gelagert. Beispielsweise wurde ein großer Aufwand getrieben, um die Kugellagerfabriken in Schweinfurt zu treffen, die Produktion konnte jedoch nicht unterbunden werden, weil hier wenig empfindliche Maschinen für die Produktion eingesetzt wurden, die zudem aus der Luft schwer zu treffen waren. Anders war es bei den Fabriken, die synthetisches Öl herstellten, diese konnten durch Luftangriffe leichter schwer beschädigt werden. Aber auch bei den Luftangriffen auf die Leunawerke stellte sich heraus, dass das Werk trotz massiver Zerstörungen innerhalb von 6–8 Wochen wieder produktionsfähig gemacht werden konnte, so dass nur ständig wiederholte Luftangriffe eine nachhaltige Wirkung zeigten. Die Alliierte Luftkriegstrategie ging eher hin zu Flächenbombardements, mit denen insgesamt ein größerer Schaden angerichtet werden konnte als bei Angriffen auf Einzelobjekte. Die Flächenbombardements verursachten jedoch weit überwiegend Schäden bei Wohngebäuden, weniger bei Industrieanlagen. Insgesamt haben weder die Bombardements auf Großbritannien noch die Bombardements auf das Deutsche Reich „die Moral der Bevölkerung gebrochen“. Der Wirtschaftshistoriker Alan Milward kommt zu dem Schluss, dass die Bombardements wesentlich dem Vergeltungsgedanken entsprangen, aber in einer streng ökonomisch betrachteten Kosten-Nutzen-Analyse eher ein Fehler waren. Der Ökonom Keith Hartley schätzt die Kosten der britischen Luftangriffe auf das Deutsche Reich (in Preisen von 2009) auf 167 bis 440 Milliarden Pfund, den Nutzen in Form von geschätzten Verlusten des Deutschen Reichs in der Waffenproduktion auf mindestens 161 Milliarden Pfund und bei der Zivilproduktion auf 44 Milliarden Pfund. Aus seiner Sicht waren die Luftangriffe der Royal Air Force wirtschaftlich sinnvoll, auch wenn einige Bombardements zu Kriegsende hin exzessiv und unwirtschaftlich waren. Ab Ende 1944 führte die Lufthoheit der Alliierten zu großen Schäden an der Transportinfrastruktur und den Stromleitungen sowie auch zu nicht unbeträchtlichem Schaden an einzelnen Industrieanlagen. Laut dem United States Strategic Bombing Survey wurde die deutsche Wirtschaftsproduktion ab diesem Zeitpunkt von den strategischen Luftangriffen in größerem Umfang beeinträchtigt, insbesondere weil Kohle als der mit Abstand wichtigste Energieträger nicht mehr von den Bergwerken zu den Industrieanlagen transportiert werden konnte und es dadurch zu Produktionsstillständen in der Industrie kam. Allerdings war die militärische Situation des Deutschen Reiches zu diesem Zeitpunkt ohnehin bereits aussichtslos. Nach Schätzung des United States Strategic Bombing Survey wurde die deutsche Industrieproduktion durch die Luftangriffe 1942 um 2,5 %, 1943 um 9 %, 1944 um 17 % und 1945 um 6,5 % verringert. Der Historiker Start Halsey Ross gibt dabei jedoch zu bedenken, dass die deutsche Kriegsproduktion 1944 trotz der massiven Luftangriffe insgesamt viel höher lag als in den Jahren davor. Insgesamt kommt auch das United States Strategic Bombing Survey zu dem Ergebnis, dass die Luftangriffe keinen entscheidenden Einfluss auf die Kriegsproduktion und den Kriegsausgang genommen haben. Zwar habe die Bevölkerung den Glauben an den Sieg verloren, sie habe jedoch effektiv weitergearbeitet. John Kenneth Galbraith, einer der Direktoren des Strategic Bombing Survey bezeichnete die strategischen Bombardements sogar als desaströsen Fehler, weil die Kosten viel höher waren als der Nutzen. Das habe man sich nur leisten können, weil die US-Wirtschaft viel größer war als die des Deutschen Reichs.
Laut einer Statistik der US Air Force lag das produktive Anlagevermögen der deutschen Wirtschaft bei Kriegsende bei 120 Prozent des Niveaus von 1936.